# Restricted
Restricted (* 2000 oder 2001; bürgerlich Rhys Sfyrios) ist ein australischer DJ und Musikproduzent.

## Leben
Restricted wurde 2000 oder 2001 geboren und wuchs in Adelaide auf. Nach erstes Bootlegs und inoffiziellen Veröffentlichungen erschien im Jahr 2017 sein offizielles Debüt Rewind unter seinem bürgerlichen Namen Rhys Sfyrios. Den Künstlernamen Restricted verwendet er seit 2020. Im Jahr 2022 begleitete er Timmy Trumpet auf dessen Tournee.
Größere Bekanntheit, vor allen Dingen in Deutschland, erlangte Restricted 2023 mit der 2022 veröffentlichten Single Big Jet Plane. Hierbei handelt es sich um einen Remix des gleichnamigen gitarren- und streicherlastigen Indie-Folk-Songs von Angus & Julia Stone aus dem Jahr 2010. In dem Remix bedient er sich mit der Zeile „Gonna take her for a ride on a big jetplane“ und der Gitarrenmelodie vor allen Dingen an den einprägsamsten Elementen des Songs und unterlegt diese mit einer tiefen Synthesizermelodie sowie einem für Trance und Techno typischen Drumloop. Der Track wird von 1 Live mit den Worten „sowohl nostalgisch als auch tanzbar“ beschrieben. Big Jet Plane wurde unter anderem von Zedd unterstützt und in der Radioshow von Elton John gespielt.

## Diskografie
Singles
- 2017: Rewind (als Rhys Sfyrios)
- 2018: Yoü (als Rhys Sfyrios mit K3l!)
- 2018: Break Through (als Rhys Sfyrios mit Sp3ctrum)
- 2018: What Is Techno (als Rhys Sfyrios)
- 2019: For You (als Rhys Sfyrios)[6]
- 2019: Trippin (als Rhys Sfyrios)
- 2019: Mosquito (als Rhys Sfyrios mit Miljay)[7]
- 2020: Insidious (als Rhys Sfyrios mit Adronity feat. Tanja Mack)[8]
- 2020: Get Me Out (mit Orkestrated)
- 2020: With You (mit Krunk! feat. Kelly Matejcic)
- 2020: The Den (mit Joel Fletcher feat. Masked Wolf)
- 2020: The Embers (mit Lister)
- 2020: Bicardi (mit Ben Joel feat. AY3)
- 2020: Aboard (mit Sp3ctrum)
- 2021: Rapture (feat. Kelly Matejcic)
- 2021: Running Love (mit No Flex feat. Scarlett Skies)
- 2021: Mandra (mit Krunk!)
- 2021: Stamp (mit Miljay)
- 2021: Mercy (mit SaberZ)
- 2022: The Chant (mit Dimantik feat. Savage)
- 2022: Sensation
- 2022: Don't Be Scared
- 2022: Astronaut
- 2022: Big Jet Plane

Remixes
- 2021: Choomba – White Mercedes
- 2022: Nutcase22 – Captain (whistle)
- 2022: Öwnboss & Sevek – Move Your Body
- 2022: Oliver Tree – Miss You
- 2023: Venbee & Goddard – Messy In Heaven

## Auszeichnungen für Musikverkäufe
| Goldene Schallplatte - Polen - 2023: für die Single Big Jet Plane |

| Land/RegionAuszeichnungen für Musikverkäufe (Land/Region, Auszeichnungen, Verkäufe, Quellen) | Gold  | Platin | Verkäufe | Quellen |
| -------------------------------------------------------------------------------------------- | ----- | ------ | -------- | ------- |
| Polen (ZPAV)                                                                                 | Gold1 | —      | 25.000   | olis.pl |
| Insgesamt                                                                                    | Gold1 | —      |          |         |